# Bahía de los Alfaques
La bahía de los Alfaques o Los Alfaques (Badia dels Alfacs o Els Alfacs en catalán) es una bahía pantanosa situada en la parte meridional del Delta del Ebro, comprendida entre San Carlos de la Rápita (provincia de Tarragona, España) y la desembocadura del Ebro. Está cubierta, en gran parte, de juncares y de pantanos o albuferas. Antiguamente era un banco de arena, conocido con el nombre de «El Alfac», que, acrecentado por los aluviones aportados por uno de los brazos del Ebro que desembocaba en este lugar (la boca del Alfaque), convirtió el antiguo puerto barroso en una albufera. Una nueva lengua de tierra, conocida como península de La Baña, unida a la tierra firme por el istmo del Trabucador, formó un nuevo puerto natural, el Puerto de los Alfaques.
La boca de este puerto se alarga desde la Punta de la Senieta, al sur de San Carlos de la Rápita, y la Punta del Galatxo, en el extremo de La Baña. Es uno de los puertos naturales más seguros de la costa catalana para embarcaciones que no calen más de 6 m. La costa interior del puerto pertenece a los municipios de San Carlos de la Rápita y de Amposta. Al primero, el sector meridional y la playa interior de la barra del Trabucador. A Amposta pertenece el resto de la parte septentrional; en el centro de este sector se encuentra la torre de San Juan, antigua torre de defensa contra los piratas.

## Historia
En 1420, la flota reunida por Alfonso V de Aragón para ir hacia Cerdeña ya fue concentrada en este nuevo puerto y no en la Punta del Fangar, donde se había reunido anteriormente en 1323 la flota con la cual pasó en la misma isla el infante Alfonso. 
Durante la expulsión de los moriscos, fue un importante lugar de salida para la población musulmana del sur de Aragón. En 1610, 38.286 moriscos embarcaron en Los Alfaques, procedentes de la zona de Albarracín y Teruel, rumbo al extranjero.
El puerto de los Alfaques, denominado también de San Carlos de la Rápita desde el final del siglo XVIII, fue uno de los puertos autorizados por Carlos III de España en 1778 para comerciar con América. Fue entonces propuesto por ilustrados como Antonio Arteta de Monteseguro como posible salida al mar del comercio aragonés dada la navegabilidad del Ebro.
En 1813, durante la Guerra de la Independencia, encallaron dieciocho barcos ingleses al intentar adentrarse: trece consiguieron de salir, pero el resto, con su tripulación, cayeron en manos de los franceses. En 1978 ocurrió aquí la tragedia del accidente del camping de Los Alfaques.

## Sector norte
La zona húmeda del sector norte de la bahía de los Alfaques ocupa aproximadamente 400 hectáreas. La bahía se formó en el siglo XVI y el área interna presenta una plataforma de 1 a 2 metros de profundidad donde se  abocan unos 275 millones de m³ de agua de desagüe de arrozal, que  condicionan las características físico-químicas del agua. La entrada de agua marina se hace por la zona conectada con el mar abierto. La estructura hidrográfica del agua de la bahía es temporalmente muy variable, en función sobre todo de las entradas de agua dulce (principalmente de los drenajes durante el periodo de cultivo del arroz) y de las condiciones meteorológicas.
En cuanto a la vegetación, hay cañizares en los alrededores de los desagües de los arrozales, y restos de comunidades halófilas por el resto del espacio. Estas últimas comunidades, aun así, se encuentran bastante malogradas por la expansión de los arrozales. Bajo las aguas de la bahía de los Alfaques hay poblamientos importantes de macrófitos marinos como Cymodocea nodosa, Zostera noltii y Ruppia cirrhosa.
En cuanto a la fauna, todo el tramo de costa entre el puerto de San Carlos de la Rápita y el inicio de la barra del Trabucador constituye un lugar de parada para las aves Calidris alpina y Tringa totanus. También es importante como zona de reposo y alimentación para los flamencos (Phoenicopterus roseus). Por otro lado, esta zona húmeda aloja una importante población de fartet (Aphanius iberus). Recientemente se ha localizado una población de pez momia (Fundulus heteroclitus), especie introducida altamente invasora y que de la cual se lleva seguimiento y control.
El ámbito marino de la bahía o puerto de los Alfaques no forma parte del parque natural del Delta del Ebro ni del Plan de espacios de interés natural ni de la Red Natura 2000. Solo disfrutan de estas tres figuras de protección un pequeño rincón de 7,3 hectáreas al extremo este de la zona húmeda, junto a la zona húmeda de las Antiguas Salinas de San Antonio. Así pues, los herbazales de Cymodocea y Zostera, estrictamente protegidos en el espacio del Delta del Ebro por el Decreto 328/1992, permanecen aquí sin esta protección.

## Sector sur
La zona húmeda del sector sur de la bahía de los Alfaques ocupa aproximadamente 2000 hectáreas y comprende la parte de la bahía más próxima a la península de la Baña y la barra del Trabucador. La bahía se formó en el siglo XVI y el área interna presenta una plataforma de 1 a 2 metros de profundidad. Este sector se encuentra menos influenciado por el importante vertido de agua dulce proveniente de los canales de desagüe de los arrozales que el sector norte, puesto que no limita con ningún arrozal. La entrada de agua marina se hace por su conexión con el mar y presenta una marcada estratificación, siendo las zonas más fondas las de mayor salinidad.
La plataforma soma está cubierta por Cymodocea nodosa, especie protegida por el Decreto 328/1992. En cuanto a la fauna en invierno y durante los pasos de migración se  observan grandes bandadas de pájaros como Mergus serrator, el flamenco (Phoenicopterus roseus) o la gaviota de Audouin (Larus audouinii). En cuanto a los peces, destaca la presencia del fartet (Aphanius iberus), que  tiene una población consolidada.
El principal problema que presenta la bahía de los Alfaques es la sobreexplotación de los recursos. La parte sur de la bahía forma parte del espacio de la Red Natura 2000 "Delta del Ebro", ampliado en octubre de 2006.